# Gondecourt
Gondecourt ist eine französische Gemeinde mit 4099 Einwohnern (Stand: 1. Januar 2022) im Département Nord in der Region Hauts-de-France. Sie gehört zum Arrondissement Lille und zum Kanton Faches-Thumesnil. Die Einwohner heißen Gondecourtois(es).

## Geografie
Gondecourt liegt in der Landschaft Carembault, zehn Kilometer südlich von Lille und 18 Kilometer nordöstlich von Lens. An der nordwestlichen Gemeindegrenze verläuft die kanalisierte Deûle. Umgeben wird Gondecourt von den Nachbargemeinden Santes im Norden, Houplin-Ancoisne im Nordosten, Seclin im Osten, Chemy im Süden, Carnin im Südwesten, Allennes-les-Marais und Herrin im Westen sowie Wavrin im Nordwesten.

## Bevölkerungsentwicklung
| Jahr                       | 1962 | 1968 | 1975 | 1982 | 1990 | 1999 | 2006 | 2012 | 2020 |
| Einwohner                  | 2521 | 2600 | 2800 | 3410 | 3777 | 3902 | 3843 | 3918 | 4000 |
| Quellen: Cassini und INSEE |      |      |      |      |      |      |      |      |      |

## Sehenswürdigkeiten
- Kirche Saint-Martin, ursprünglich im 12. Jahrhundert erbaut,

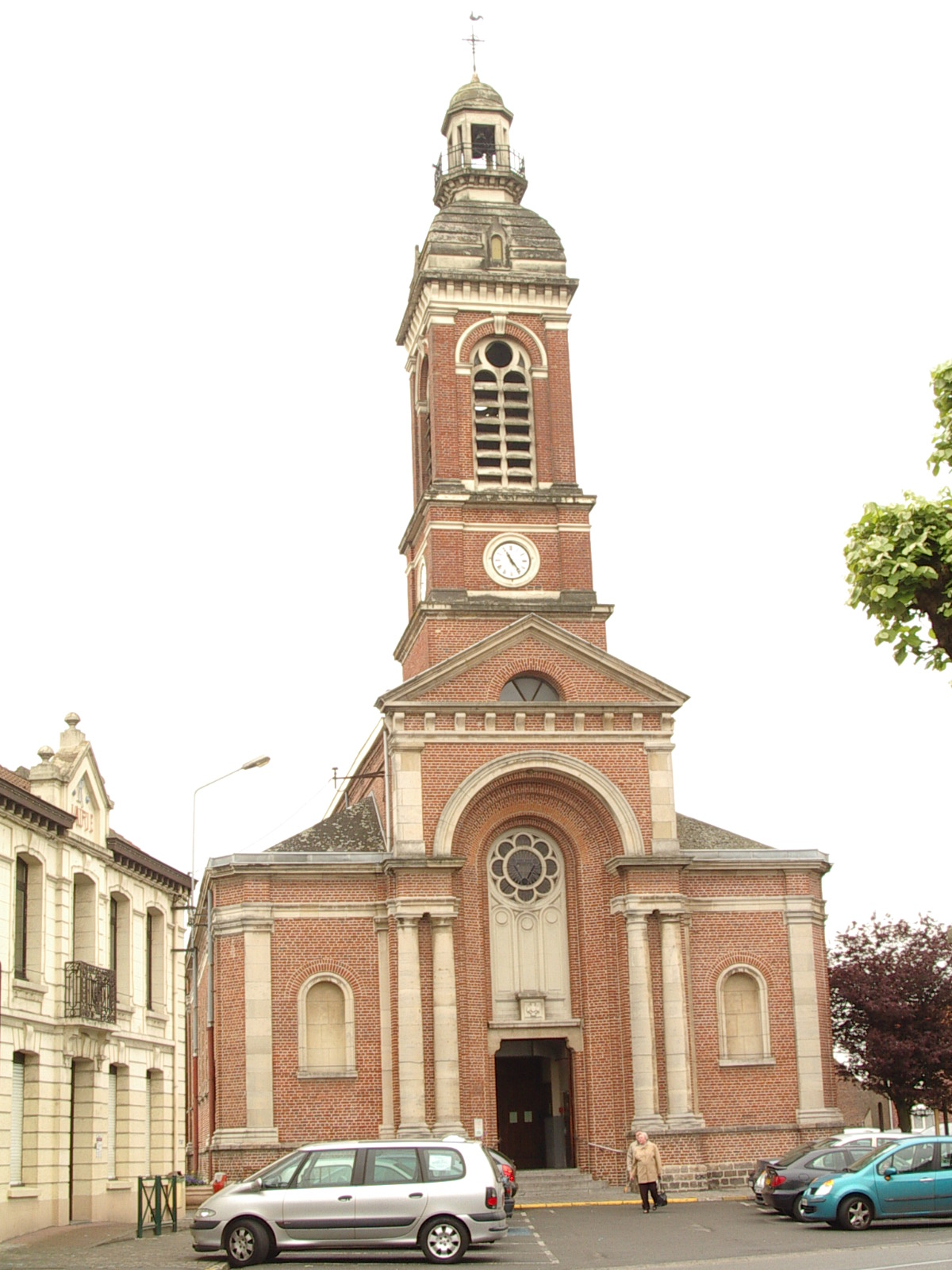
Kirche Saint-Martin

- Collège Georges Rémi